# Paul Prakash Saginala
Paul Prakash Saginala (* 28. November 1960 in Badvel, Andhra Pradesh) ist ein indischer römisch-katholischer Geistlicher und Bischof von Cuddapah.

## Leben
Paul Prakash Saginala studierte Philosophie und Theologie am Priesterseminar Sacred Heart in Poonamallee. An der University of Delhi erwarb er zudem ein Diplom in Journalistik. Am 27. April 1987 empfing er das Sakrament der Priesterweihe für das Bistum Cuddapah.
Nach der Priesterweihe war er bis 1994 in der Pfarrseelsorge und im Schuldienst tätig. Von 1994 bis 1998 studierte er Biblische Theologie an der Päpstlichen Universität Urbaniana in Rom und wurde zum Dr. theol. promoviert. Anschließend war er bis 2004 Vizerektor des St.-Pauls-Kollegs in Rom. Nach der Rückkehr nach Indien war er bis 2008 Pfarrer und Dekan in Proddatur. Von 2008 bis 2015 und erneut ab 2022 lehrte er als Professor für biblische Theologie am Regionalseminar in Hyderabad. In der dazwischenliegenden Zeit war er Kanzler der Diözesankurie und Pfarrer in Masapet im Distrikt Kadapa.
Papst Franziskus ernannte ihn am 8. März 2025 zum Bischof von Cuddapah. Der Erzbischof von Hyderabad, Anthony Kardinal Poola, spendete ihm am 9. April desselben Jahres in der St. Joseph Telegu Medium School in Maraipuram die Bischofsweihe. Mitkonsekratoren waren der emeritierte Bischof von Guntur, Bali Gali, der das Bistum Cuddapah während der mehr als sechsjährigen Sedisvakanz als Apostolischer Administrator verwaltet hatte, und der Bischof von Nellore, Doraboina Moses Prakasam.